# Dacnusa docavoi
Dacnusa docavoi är en stekelart som beskrevs av Jimenez och Tormos 1987. Dacnusa docavoi ingår i släktet Dacnusa och familjen bracksteklar. Inga underarter finns listade i Catalogue of Life.